# Michelle Lujan Grisham
Michelle Lynn Lujan, coniugata Grisham (Los Alamos, 24 ottobre 1959) è una politica e avvocata statunitense, governatrice del Nuovo Messico dal 1º gennaio 2019 ed in precedenza membro della Camera dei Rappresentanti per lo stesso stato dal 2013 al 2019.

## Biografia
Nata a Los Alamos, Michelle Lujan proviene da una famiglia molto nota nell'ambiente politico statunitense: fra i suoi cugini ci sono l'ex segretario degli Interni repubblicano Manuel Lujan, Jr. e il deputato democratico Ben R. Luján. Lujan, figlia di un dentista e di una casalinga, perse la sorella Kimberly per un tumore e questo avvenimento la spinse a lottare per migliorare il sistema sanitario.
Laureatasi in legge, la Lujan Grisham divenne avvocata e lavorò per molti anni presso l'ufficio del governatore del Nuovo Messico. Entrata in politica con i democratici, venne eletta commissaria della Contea di Bernalillo.
Nel 2008 si candidò alla Camera dei Rappresentanti ma nelle primarie democratiche venne sconfitta da Martin Heinrich. Quando nel 2012 Heinrich si candidò al Senato, Lujan Grisham concorse nuovamente per il seggio e questa volta riuscì a farsi eleggere deputata.
Michelle Lujan Grisham è stata sposata con Gregory Grisham, con il quale aveva avuto due figlie, fino alla sua morte nel 2004 per un aneurisma cerebrale. La Grisham intentò poi una causa contro il suo medico curante.
Nel 2018 viene eletta governatrice del Nuovo Messico battendo il repubblicano Steve Pearce e si insedia ufficialmente il 1º gennaio 2019.